# Narodni park Monte Cristi
Narodni park Monte Cristi (šp. Parque National Monte Cristi) je narodni park na karibskem otoku Hispanioli, ki se razteza od mej Haitija do Punta Rucie v Dominikanski republiki. Skupno obsega območje, veliko 550 km². Znotraj njega najdemo obalne lagune, plaže, mangrovska mončvirja in 237-metrsko mizasto goro iz apnenca. 
Samo območje je precej suho, na letni ravni tukaj zapade le nekaj deset milimetrov padavin. Na mizasti gori prebiva avtohtona rastlina z latinskim nazivom sabia montecristini, pa tudi nekaj zanimivih plazilskih vrst. V narodnem parku ni markiranih poti. 